# Freedom of Mobile Access
Freedom of Mobile Multimedia Access [ˈfɹiːdəm əvˈməʊbaɪl ˌmʌltiˈmiːdiə ˈæksɛs] (FOMA) bezeichnet ein durch den japanischen Netzbetreiber NTT Docomo im Jahre 2001 eingeführtes Mobilfunknetz der dritten Generation (3G). Es ist technisch gesehen ein Vorläufer von UMTS.